# Conjunto de medida zero
Em matemática, o conceito de conjunto de medida zero ou nula é uma formalização da ideia de insignificante.
Na teoria das probabilidades, medida zero indica probabilidade zero.
Mais precisamente falando, se {\displaystyle (X,{\mathfrak {M}},\nu )} é um espaço de medida, um conjunto {\displaystyle E\in {\mathfrak {M}}}
é dito ter medida zero se:
{\displaystyle \nu (E)=0\,}
Um conjunto, por outro lado, é dito ter medida plena em X se o seu complementar em X tiver medida zero.
Em análise real, a medida de Lebesgue possui especial importância e, muitas vezes, usa-se o termo medida zero para indicar medida de Lebesgue zero. Mesmo em contextos de introdução à análise, o conceito de conjunto de medida zero é introduzido sem referências à teoria da medida.

## Exemplo: conjunto de medida (de Lebesgue) zero na reta
Seja {\displaystyle Z} um conjunto qualquer na reta. Dizemos que {\displaystyle \{B_{n}\}_{n=1}^{\infty }} é uma cobertura de bolas abertas para {\displaystyle Z} se satisfizer as hipóteses:
- {\displaystyle Z\subseteq \bigcup _{n=1}^{\infty }B_{n}}
- {\displaystyle B_{n}=(a_{n},b_{n})\,} são bolas abertas com centro em {\displaystyle {\frac {a_{n}+b_{n}}{2}}} e raio {\displaystyle {\frac {b_{n}-a_{n}}{2}}}

O comprimento da cobertura {\displaystyle \{B_{n}\}} é definido como:
{\displaystyle \sum _{n=1}^{\infty }l(B_{n})=\sum _{n=1}^{\infty }(b_{n}-a_{n})}
Note-se que não é necessário que as bolas sejam disjuntas.
Um conjunto {\displaystyle Z} é dito ter medida zero se para todo {\displaystyle \varepsilon >0}, existir uma cobertura de bolas abertas de comprimento menor ou igual a {\displaystyle \varepsilon }.

### Exemplo
O conjunto dos números inteiros, {\displaystyle \mathbb {Z} } tem medida zero.
Sabe-se que {\displaystyle \mathbb {Z} } é enumerável, portanto pode ser escrito como:
{\displaystyle \mathbb {Z} =\{x_{j}\}_{j=1}^{\infty }}
Fixe um {\displaystyle \varepsilon >0} arbitrário e considere as bolas:
{\displaystyle B_{n}=(x_{j}-\varepsilon 2^{-n-1},x_{j}+\varepsilon 2^{-n-1})}
{\displaystyle l(B_{n})=2\varepsilon \cdot 2^{-n-1}=\varepsilon \cdot 2^{-n}}
E o comprimento da cobertura {\displaystyle \{B_{n}\}_{n=1}^{\infty }} é:
{\displaystyle \sum _{n=1}^{\infty }l(B_{n})=\sum _{n=1}^{\infty }\varepsilon \cdot 2^{-n}=\varepsilon \sum _{n=1}^{\infty }2^{-n}=\varepsilon }
Observe que, de forma geral, todo conjunto enumerável possui medida de Lebesgue zero.

### Propriedades
- Pode-se imitar a demonstração acima para mostrar que a união enumerável de conjuntos de medida zero tem medida zero
- É fácil ver que se {\displaystyle A\subseteq B\,} e B tem medida zero, então A também tem medida zero (esta é a definição de medida completa).
- O lema de Riemann-Lebesgue diz que uma função real limitada é integrável a Riemann se e somente se seus pontos de descontinuidade formam um conjunto de medida zero.